# Skansen (vid Porkala udd, Kyrkslätt)
För andra betydelser, se Skansen (olika betydelser).
Skansen är öar i Finland. De ligger i Finska viken och i kommunen Kyrkslätt i landskapet Nyland, i den södra delen av landet. Öarna ligger omkring 39 kilometer sydväst om Helsingfors.
Arean för den av öarna koordinaterna pekar på är 0,5 hektar och dess största längd är 130 meter i sydöst-nordvästlig riktning. Närmaste större samhälle är Kyrkslätt, 19,0 km norr om Skansen.